# João N'Tyamba
João N'Tyamba (Zimbambi, 20 maart 1968) is een Angolees (middel)langeafstandsloper, die is gespecialiseerd in de 1.500 m, de 10.000 m en de marathon. Liefst zesmaal nam hij deel aan de Olympische Spelen en behaalde hierbij geen medailles. N'Tyamba is nationaal recordhouder op de 800 m, 1.000 m, de 1.500 m, 3.000 m, de 10.000 m, de halve marathon en de marathon.
Hij begon zijn loopbaan op de middellange afstand. In 1988 nam hij op de 1.500 m een eerste keer deel aan de Olympische Spelen van Seoel. In de reeksen klokte hij een tijd van 1.53,23, waarmee hij zich niet kwalificeerde voor de volgende ronde. Ook de jaren daarna bleef N'Tyamba zich toespitsen op deze afstand. Op het WK van 1991 kon hij zich plaatsen voor de halve finales. In de halve finale werd hij uitgeschakeld met een tijd van 3.44,64. Op de Olympische Spelen van Barcelona (met een tijd van 3.39,54) en de Olympische Spelen van Atalanta (met een tijd van 3.46,41) kwam hij telkens opnieuw niet verder dan de reeksen.
Vanaf 1997 legde N'Tyamba zich meer toe op de langere afstanden. Als uitschieter noteren we een 13e plaats op de 10.000 m op de wereldkampioenschappen atletiek 1999 in Sevilla (in een tijd van 28.31,09). N'Tyamba kon zich daarna nog tweemaal kwalificeren voor de Olympische marathon: in Sydney werd hij 17e (2:16.43) en vier jaar later in Athene eindigde hij 53e (2:23.26). Op de Olympische Spelen van 2008 in Peking moest hij de marathonwedstrijd voor de finish opgeven.

## Persoonlijke records
| Onderdeel      | Prestatie | Datum             | Plaats         |
| -------------- | --------- | ----------------- | -------------- |
| 800 m          | 1.47.54   | 27 juni 1992      | Belle Vue      |
| 1.500 m        | 3.39,54   | 3 augustus 1992   | Barcelona      |
| 10.000 m       | 28.20,00  | 20 augustus 2000  | Lubango        |
| halve marathon | 1:02.38   | 6 maart 2005      | Rio de Janeiro |
| marathon       | 2:11.40   | 30 september 2001 | Berlijn        |

## Prestaties

### 800 m
- 1988: 56e in series OS - 1.53,23
- 1991: DQ in series WK

### 1500 m
- 1991: 11e in ½ fin. WK - 3.44,64
- 1992: 7e in series OS - 3.39,54
- 1995: DNS WK indoor
- 1996: 5e Ibero-Amerikaanse kamp. - 3.45,41
- 1996: 9e in series OS - 3.46,41

### 3000 m
- 1995: 7e in series WK indoor - 8.03,93

### 10.000 m
- 1997: 13e in series WK - 29.38,92
- 1999: 13e WK in Sevilla - 28.31,09
- 2001: 20e WK in Edmonton - 28.38,31

### halve marathon
- 1998: 37e WK in Uster - 1:02.54

### marathon
- 2000: 17e OS - 2:16.43
- 2001: 13e Boston Marathon - 2:16.00
- 2001: 10e marathon van Berlijn - 2:11.40
- 2003:  marathon van Wenen - 2:15.10
- 2003: 8e All-Africa Games in Abuja - 2:33.19
- 2003: DNF WK
- 2004: 9e marathon van Los Angeles - 2:18.12
- 2004: 53e OS - 2:23.26
- 2007: ?e marathon van Seoel (november) - 2:16.38
- 2008: DNF OS